# Oxira carnipennis
Oxira carnipennis là một loài bướm đêm trong họ Noctuidae.